# ユー・ネヴァー・ギヴ・ミー・ユア・マネー
「ユー・ネヴァー・ギヴ・ミー・ユア・マネー」（You Never Give Me Your Money）は、ビートルズの楽曲である。1969年9月に発売された11作目のイギリス盤公式オリジナル・アルバム『アビイ・ロード』に収録された。レノン＝マッカートニー名義となっているが、ポール・マッカートニーによって書かれた楽曲。本作はアルバム『アビイ・ロード』のB面の特徴であるメドレー「ザ・ロング・ワン」（The Long One）の冒頭を飾る楽曲となっている。
オリンピック・スタジオでバッキング・トラックのレコーディングが行われ、残りのオーバー・ダビングの作業はEMIレコーディング・スタジオで行われた。メドレーの冒頭を飾る楽曲となった本作は、4つの異なる楽曲のメドレーとなっている。
日本では日産・サニー（B12型）のCMソングとして使用された。

## 背景・曲の構成
1969年3月末から4月初旬にかけて、マッカートニーが妻であるリンダ・マッカートニーとニューヨークに滞在していた時に書いた楽曲で、この時点では「ユー・ネヴァー・ギヴ・ミー・ユア・マネー」、「アウト・オブ・カレッジ」、「ワン・スウィート・ドリーム」の3タイトルが挙がっていた。
本作は1969年初頭におけるバンドのビジネス的な取引をテーマとしており、マッカートニーは「ここでの僕は、アラン・クレインの僕らに対する態度を正面から非難している。お金は全然入ってこなくて、あるのはおかしな書類だけ。約束ばかりで何ひとつ実現しないというわけさ」と語っている。ジョン・レノンとマッカートニーがレノン＝マッカートニー名義で制作した楽曲はノーザン・ソングスが管理権を持っていたが、経営不振となったころに過半数の株式がソニーATVミュージックパブリッシングによって買収された。マッカートニーは、マネージャーのブライアン・エプスタインの死去以降、グループをまとめる立場にあった。それにより自身の会社「アップル・コア」を立ち上げ、財政面の整理をマッカートニー以外の3人のマネージャーとなったアラン・クレインが担当していたが、会社は財政難に陥り、会社内では亀裂が生じていた。
マッカートニーとプロデューサーのジョージ・マーティンは、『アビイ・ロード』がバンドとして最後のアルバムとなる可能性を考え、未完成となっている多数の楽曲を「ザ・ロング・ワン」と称したメドレーとしてまとめることに決めた。後にマッカートニーは、キース・ウェストの「Excerpt from A Teenage Opera」に影響を受けたと語っている。オープニングのフレーズやギターのアルペジオを含むメロディー部分は「キャリー・ザット・ウェイト」に再利用されている。
楽曲はピアノ・バラードから始まり、中程のロック・バラードに移行し、終間際のオールド・ロックと展開していく。最後にメンバー全員が「1-2-3-4-5-6-7 all good children go to heaven（いい子はみんな天国行き）」と連呼して終わる。このエンディング部分の歌詞は英語圏に広く伝わる童謡からの引用である。音楽評論家のイアン・マクドナルドは、終盤のギターのアルペジオは「アイ・ウォント・ユー」や「ヒア・カムズ・ザ・サン」の中間のセクション、関連性のない曲の断片をつなぎ合わせたような構成は「ハッピネス・イズ・ア・ウォーム・ガン」の影響を受けていると推測している。

## レコーディング
「ユー・ネヴァー・ギヴ・ミー・ユア・マネー」のレコーディングは、1969年5月6日にオリンピック・スタジオで開始された。同日はバッキング・トラックの録音が行われ、トラック1にマッカートニーのガイド・ボーカル、トラック2にマッカートニーのピアノ、トラック3にリンゴ・スターのドラム、トラック5にレノンのギター（エピフォン・カジノ）、トラック6にハリスンのギター（フェンダー・テレキャスター）が収録された。楽曲中において、レノンは「Oh, that magic feeling, nowhere to go（まるであの魔法のような気持ち、どこにも行くあてがない）」というフレーズと最後のセクションのバックに入っているアルペジオを弾き、ハリスンは曲の全編を通してリードギターを弾いている。この日は36テイク録音され、オーバー・ダビング用にテイク30が選ばれた。
7月1日にマッカートニーが、ベーシック・トラックに対してリード・ボーカルをオーバー・ダビングし、11日にマッカートニーのベースがトラック7に録音された。この4日後にトラック4に追加のボーカルを加え、チューブラー・ベルを演奏してコーダ部分のギターのアルペジオを強調させた。この日のセッション後に、6種類のステレオ・ミックスが試作され、そのうちの3つが完成した。
7月30日に、リダクション・ミックスが数回行われ、テイク37からテイク42となった。テイク40がベストとされ、追加のボーカルとタンバリンが加えられた。さらに同日時点でメドレー「ザ・ロング・ワン」に含まれる楽曲のレコーディングが完了したため、曲順を決めるための仮編集が行われた。ここで、Aメジャーで演奏される本作からEで演奏される次曲「サン・キング」に移行するために、オルガンで演奏されるEのコードが数秒間重ねられた。
7月31日にテイク30を収録したオリジナルの8トラック・レコーダーを使用して、新たなベースのパートとピアノを録音した。なお、ピアノのパートは、通常の速度で演奏すると「ホンキー・トング」を彷彿させる効果が生じるように、テープの回転速度を半分に落として録音した。
8月5日にマッカートニーは、クロス・フェードで新しいアイデアを試すために、自家製のテープ・ループを持ち込んで、これを4トラック・テープに移し替えた。このテープループの中には、スピードを上げて逆回転させたエレクトリック・ギターの音、ベル、電子雑音、うめき声などの音が入っており、この大半が完成版に採用された。本作と「サン・キング」のクロス・フェード部分に入っているコオロギの鳴き声は、EMIレコーディング・スタジオのアーカイブから使用された。なお、オルガンの音はテープループを加えた際に消去された。
マスター・ステレオ・ミックスは大半がテイク30で構成されており、エンディング部分のみテイク40が編集で繋げられた。

## クレジット
※出典
- ポール・マッカートニー - リード・ボーカル、バッキング・ボーカル、ピアノ、ベース、チューブラーベル、テープ・ループ（英語版）
- ジョン・レノン - ギター、バッキング・ボーカル
- ジョージ・ハリスン - ギター、バッキング・ボーカル
- リンゴ・スター - ドラム、タンバリン

## カバー・バージョン
- ジョージ・ベンソン - 1970年に発売されたカバー・アルバム『アビイ・ロード』に収録。「ゴールデン・スランバー」とのメドレー形式でカバー[15]。
- ビータリカ - 2013年に発売されたアルバム『Abbey Load』に収録[16]。